# Santissimo Nome di Maria al Foro Traiano (diaconia)
Santissimo Nome di Maria al Foro Traiano (in latino: Sanctissimi Nominis Mariae ad forum Traiani) è una diaconia istituita da papa Paolo VI nel 1969.
Il titolo insiste sulla chiesa del Santissimo Nome di Maria nei pressi del Foro di Traiano, nel rione Trevi.

## Titolari
- Sergio Guerri (28 aprile 1969 - 15 marzo 1992 deceduto)[1]
- Darío Castrillón Hoyos (21 febbraio 1998 - 18 maggio 2018 deceduto)[2]
- Mauro Gambetti, O.F.M.Conv., dal 28 novembre 2020[3]